# Satelitska televizija
Satelitska televizija je zajednički naziv za televizijske sisteme koji televizijske signale prenose pomoću telekomunikacijskih satelita. Izraz se obično koristi kako bi se ti sistemi razlikovali od zemaljske televizije gde se signal prenosi preko predajnika na tlu, odnosno kablovske televizije gdje se signal prenosi preko kablova.
Moderni sistemski signali se prenose sa komunikacionog satelita na frekvencijama X opsega (8–12 ) ili  opsega (12–18 GHz) za koje je potrebna samo mala antena manja od metra u prečniku. Prvi satelitski TV sistemi bili su zastareli tip koji je sada poznat kao samo televizijski prijem. Ovi sistemi su primali slabije analogne signale koji se prenose u C-opsegu (4–8 GHz) sa satelita tipa , što je zahtevalo upotrebu velikih antena od 2–3 metra. Shodno tome, ovi sistemi su dobili nadimak „velikotanjirski“ sistemi, i bili su skuplji i manje popularni.
Rani sistemi su koristili analogne signale, ali moderni koriste digitalne signale koji omogućavaju prenos savremenog televizijskog standarda televizije visoke definicije, zbog značajno poboljšane spektralne efikasnosti digitalnog emitovanja. Od 2022. godine, Star One C2 iz Brazila je jedini preostali satelit koji emituje analogne signale.
Za ova dva tipa potrebni su različiti prijemnici. Neki prenosi i kanali su nešifrovani i stoga su besplatni, dok se mnogi drugi kanali emituju uy šifrovanje. Kanali koji su besplatni za gledanje su zapravo šifrovani, ali se ne naplaćuju, dok pretplatnička televizija zahteva od gledaoca da se pretplati i plaća mesečnu pretplatu za prijem programa.
Satelitska TV je pod utjecajem trenda umanjenja zastupljenosti kabla, gde se ljudi pomiču prema internetskoj striming televiziji.

## Tehnologija
Sateliti koji se koriste za emitovanje televizije obično se nalaze u geostacionarnoj orbiti 37,000 km (22,991 mi) iznad Zemljinog ekvatora. Prednost ove orbite je u tome što je orbitalni period satelita jednak brzini rotacije Zemlje, tako da se satelit pojavljuje na fiksnoj poziciji na nebu. Tako antena satelitske antene koja prima signal može biti trajno usmerena na lokaciju satelita i ne mora da prati satelit u pokretu. Nekoliko sistema umesto toga koristi visoko eliptičnu orbitu sa nagibom od +/−63,4 stepeni i orbitalnim periodom od oko dvanaest sati, poznatu kao Molnija orbita.
Satelitska televizija, kao i druge komunikacije koje se prenose putem satelita, počinje sa predajnom antenom koja se nalazi u odašiljačkom objektu uplink. Satelitske antene za odašiljanje su veoma velike, čak 9 do 12 metara (30 do 40 stopa) u prečniku. Povećani prečnik rezultira preciznijim nišanjem i povećanom jačinom signala na satelitu. Odašiljačka antena je usmerena ka određenom satelitu, a signali se prenose unutar određenog frekventnog opsega, kako bi ih primio jedan od transpondera podešenih na taj frekvencijski opseg na datom satelitu. Transponder ponovo emituje signale nazad na Zemlju na drugoj frekvenciji (proces poznat kao translacija, koji se koristi da bi se izbegle smetnje sa signalom uzlazne veze), obično u opsegu 10,7-12,7 GHz, ali neki i dalje prenose u -opsegu (4–8 GHz), -opseg (12–18 GHz) ili oba. Krak putanje signala od satelita do prijemne zemaljske stanice naziva se silazna veza.
Tipičan satelit ima do 32 -opsega ili 24 -opsega transpondera, ili više za / hibridne satelite. Svaki tipični transponder ima propusni opseg između 27 i 50 . Svaki geostacionarni satelit -opsega treba da bude udaljen 2° geografske dužine od sledećeg satelita da bi se izbegle smetnje; za  razmak može biti 1°. To znači da postoji gornja granica od 360/2 = 180 geostacionarnih satelita u opsegu C ili 360/1 = 360 geostacionarnih satelita u opsegu Ku. Prenos u C-opsegu je podložan zemaljskim smetnjama, dok na prenos -band-opsega utiče kiša (pošto je voda odličan apsorber mikrotalasa na ovoj određenoj frekvenciji). Na ovo drugo još nepovoljnije utiču kristali leda u grmljavinskim oblacima. Povremeno dolazi do zaklanjanja Sunca kada se sunce postavi direktno iza geostacionarnog satelita na koji je usmerena prijemna antena.
Satelitski signal dounlinka, koji je prilično slab nakon prelaska velike udaljenosti (pogledajte zakon inverznog kvadrata), prikuplja se pomoću paraboličke prijemne antene, koja reflektuje slab signal do žarišne tačke antene. Montiran na držače na žarišnoj tački posude je uređaj koji se zove fidhorn ili kolektor. Fidhorn je deo talasovoda sa proširenim prednjim krajem koji prikuplja signale na ili blizu fokusne tačke i vodi ih do sonde ili prijemnika povezanog sa niskošumnim blok pretvaračem (LNB). LNB pojačava signale i pretvara ih u niži blok međufrekvencija (IF), obično u L-opsegu.
Originalni satelitski televizijski sistemi u C-opsegu koristili su niskošumno pojačalo (LNA) povezano sa fidhornom u fokusnoj tački antene. Pojačani signal, koji je još uvek bio na višim mikrotalasnim frekvencijama, morao je da se napaja preko veoma skupog koaksijalnog kabla ispunjenog gasom sa niskim gubicima od 50 oma i sa relativno složenim N-konektorima do prijemnika u zatvorenom prostoru ili, u drugim dizajnima, dolaznog pretvarača (a mikser i naponski podešeni oscilator sa nekim filterskim kolom) za konverziju na srednju frekvenciju. Izbor kanala je obično kontrolisan naponski podešenim oscilatorom sa naponom za podešavanje koji se dovodi preko posebnog kabla do glavnog uređaja, ali ovaj dizajn je evoluirao.
Dizajni za mikrotrakaste pretvarače za amaterske radio frekvencije su prilagođeni za C-opseg od 4 GHz. Centralni deo ovih dizajna bio je koncept blokа konverzije niza frekvencija u niži, lakši za rukovanje IF.
Prednosti korišćenja LNB-a su u tome što se jeftiniji kabl može koristiti za povezivanje unutrašnjeg prijemnika sa antenom za satelitsku televiziju i LNB-om i što je tehnologija za rukovanje signalom u L-opsezima i UHF-u bila daleko jeftinija od one za rukovanje signalom na frekvencijama C-opsega. Prelazak na jeftiniju tehnologiju sa čvrstih linija i N-konektora ranih sistema C-opsega na jeftinije i jednostavnije kablove od 75 oma i F-konektore omogućio je ranim prijemnicima satelitske televizije da koriste, što su u stvarnosti bili, modifikovane UHF televizijski tjuneri koji je odabrao satelitski televizijski kanal za konverziju na nižu međufrekvenciju sa centrom na 70 , gde je demoduliran. Ova promena je omogućila da se DTH industrija satelitske televizije promeni od one koja je uglavnom hobi, gde je napravljen samo mali broj sistema koji koštaju hiljade američkih dolara, u daleko komercijalniju masovnu proizvodnju.
Satelitski prijemnik ili set-top boks demodulira i konvertuje signale u željeni oblik (izlazi za televiziju, audio, podatke, itd). Prijemnik često uključuje mogućnost da selektivno šifruje ili dešifruje primljeni signal da bi nekim pretplatnicima pružio vrhunske usluge; prijemnik se tada naziva integrisani prijemnik/dekoder ili IRD. Kabl sa malim gubicima (npr. RG-6, RG-11, itd) se koristi za povezivanje prijemnika na LNBF ili LNB. RG-59 se ne preporučuje za ovu primenu, jer tehnički nije dizajniran da prenosi frekvencije iznad 950 , ali može da radi u nekim okolnostima, u zavisnosti od kvaliteta koaksijalne žice, nivoa signala, dužine kabla, itd.
Praktični problem u vezi sa prijemom kućnog satelita je taj što LNB u osnovi može da rukuje samo jednim prijemnikom. To je zato što LNB prevodi dve različite kružne polarizacije (desnu i levu) i, u slučaju K-opsega, dva različita frekventna opsega (donji i gornji) u isti frekvencijski opseg na kablu. U zavisnosti od toga koju frekvenciju i polarizaciju transponder koristi, satelitski prijemnik mora da prenese LNB u jedan od četiri različita režima da bi primio određeni „kanal“. Ovo obavlja prijemnik koristeći DiSEqC protokol za kontrolu LNB režima. Ako se više satelitskih prijemnika treba priključiti na jednu antenu, takozvani višestruki prekidač će morati da se koristi u kombinaciji sa posebnim tipom LNB-a. Dostupni su i LNB-ovi sa već integrisanim višestrukim prekidačem. Ovaj problem postaje još komplikovaniji kada nekoliko prijemnika treba da koristi nekoliko antena (ili nekoliko LNB-ova postavljenih u jednu antenu) koji upućuju na različite satelite.
Razlog za korišćenje LNB-a za translaciju frekvencije na anteni je da se signal može preneti u rezidenciji pomoću jeftinog koaksijalnog kabla. Za prenos signala u kući na njegovoj originalnoj mikrotalasnoj frekvenciji [[Ku band| opsega] bio bi potreban skup talasovod, metalna cev za prenos radio talasa. Kabl koji povezuje prijemnik sa LNB-om je tipa RG-6 sa malim gubicima, kuad shield RG-6 ili RG-11. RG-59 se ne preporučuje za ovu primenu jer tehnički nije dizajniran da prenosi frekvencije iznad 950 MHz, ali će raditi u mnogim okolnostima, u zavisnosti od kvaliteta koaksijalne žice. Prelazak na pristupačniju tehnologiju sa kabla impedanse od 50 ohm i N-konektora ranih sistema -opsega na jeftiniju tehnologiju od 75 ohm i -konektore omogućio je ranim prijemnicima satelitske televizije da koriste, što su u stvarnosti bili, modifikovani UHF televiziju tjuneri koji su odabrali satelitski televizijski kanal za konverziju na drugu nižu međufrekvenciju sa centrom na 70 MHz gde je demoduliran.
LNB može da rukuje samo jednim prijemnikom. Ovo je zbog činjenice da LNB preslikava dve različite kružne polarizacije – desnu i levu – i u slučaju Ku-opsega dva različita prijemna opsega – donji i gornji – u jedan te isti frekventni opseg na kablu, i predstavlja praktičan problem za kućni satelitski prijem. U zavisnosti od toga na kojoj frekvenciji transponder emituje i koju polarizaciju koristi, satelitski prijemnik mora da prebaci LNB u jedan od četiri različita režima da bi primio određeni željeni program na određenom transponderu. Prijemnik koristi DiSEqC protokol za kontrolu LNB režima, koji ovo rešava. Ako se nekoliko satelitskih prijemnika treba priključiti na jednu antenu, takozvani višestruki prekidač se mora koristiti u kombinaciji sa posebnim tipom LNB-a. Dostupni su i LNB-ovi sa već integrisanim višestrukim prekidačem. Ovaj problem postaje još komplikovaniji kada nekoliko prijemnika koristi nekoliko antena ili je nekoliko LNB-ova postavljenih u jednu antenu usmereno na različite satelite.
Set-top boks bira kanal koji korisnik želi filtriranjem tog kanala iz više kanala primljenih sa satelita, pretvara signal u nižu međufrekvenciju, dešifruje šifrovani signal, demodulira radio signal i šalje rezultujući video signal na televizor preko kabla. Da bi se dešifrovao signal, prijemnik mora biti „aktiviran” od strane satelitske kompanije. Ukoliko kupac ne plati svoj mesečni račun, kutija se „deaktivira“ signalom kompanije, a sistem neće raditi dok ga kompanija ponovo ne aktivira. Neki prijemnici su sposobni da sami dešifruju primljeni signal. Ovi prijemnici se nazivaju integrisani prijemnici/dekoderi ili IRD.

## Istorija
Prvi satelitski televizijski signal je prenošen iz Evrope u Severnu Ameriku preko satelita Telstar godine 1962. Prvi geosinhroni komunikacioni satelit Syncom 2 je lansiran godine 1963. Prvi komercijalni komunikacijski satelit - Intelsat I (zvani Early Bird), je lansiran u geosinhronu orbitu 6.4. 1965. Pru nacionalnu mrežu  satelitske televizije - Orbitu je stvorio Sovjetski Savez godine 1967. na temelju visokoeliptičnih satelita Molnjija pomoću kojih se prenosio TV signal na zemaljske downlink stanice. U Severnoj Americi je prva satelitska mreža bila temeljena na kanadskom geostacionarnom satelitu Anik 1, koji je lansiran 1972. godine. ATS-6, prvi obrazovni i satelit za direktno emitovanje je lansiran godine 1974. Dve godine kasnije je je SSSR lansirao vlastiti satelit za direktno emitovanje po imenu Ekran.

## Spoljаšnje veze
- Поларисмедиа - Делилац сателитске телевизије
- Lyngemark Satellite Charts
- Worldwide satellite locations and feed information, available in a wide variety of languages
- Satellite-TV/TVRO/ C-Band FAQ List
- Linowsat PID-Lists and Videobitrate Charts Архивирано на веб-сајту  (25. март 2018)
- Satellite and Digital Broadcasting
- Steve Birkill's History of C-Band and Early Satellite TV
- Mark Long's Russian Statsionar Satellite Systems
- Media-sat.net - Regionalni satelitski portal[мртва веза]
- Polaris Media - Distributer satelitske televizije Архивирано на веб-сајту  (3. јануар 2014)